# عامل محدث للحركة
العامل المُحدث للحركة (يُطلق عليه أيضًا البروكينتيسين أو العامل المحفز/المحدث للحركة المَعِدية) هو نوع من الأدوية التي تعزز قابلية حركة القناة الهضمية عن طريق زيادة وتيرة أو قوة الانقباضات،  ولكن دون تعطيل إيقاعها. تُستخدم هذه الأدوية لعلاج بعض أعراض الجهاز الهضمي، بما في ذلك عدم الراحة في البطن والانتفاخ والإمساك وحموضة المعدة والغثيان والقيء؛ وبعض اضطرابات الجهاز الهضمي، بما في ذلك متلازمة القولون العصبي والتهاب المعدة وشلل المعدة وعسر الهضم الوظيفي.
تعمل العوامل المحدثة/المحفزة للحركة عن طريق شد الأعصاب في الأمعاء و:
زيادة الانقباضات في المريء لتحريك الطعام إلى المعدة.
تقوية العضلة العاصرة للمريء السفلية. تربط العضلة العاصرة للمريء السفلية المريء بالمعدة. إذا كانت مسترخية للغاية أو مفتوحة عندما لا ينبغي لها ذلك، فقد يتسرب حمض المعدة إلى المريء والحلق. والنتيجة هي إحساس بالحرقان (حرقة المعدة) المرتبط بارتجاع الحمض (GERD).
زيادة الانقباضات في المعدة لتحريك الطعام إلى الأمعاء.
تقليل الوقت الذي تستغرقه المعدة لإفراغها (هذا يعني أن كمية أقل من محتويات المعدة يمكن أن تتسرب إلى المريء، كما هو الحال مع ارتداد الحمض).
يتم تجميع معظم العوامل المحدثة للحركة ضمن نظام التصنيف الكيميائي العلاجي التشريحي (نظام تصنيف الأدوية لمنظمة الصحة العالمية)، برمز ATC A03F.

## أمثلة
- سيسابريد
- دومبيريدون
- إيتوبريد
- موزابريد[8]
- ميتوكلوبراميد
- بروكالوبريد
- رينزابريد
- تيجاسيرود
- ميتيمسينال
- ليفوسلبيريد
- سينيتابريد
- لينكلوتيد

## للاستزادة
- Gilman، A. G.؛ Rall، T. W.؛ Nies، Alan S.؛ Taylor، Palmer، المحررون (1991). الأساس الصيدلاني للعلاجات لغودمان وجيلمان (ط. 8th). New York: Pergamon Press. ISBN:0-08-040296-8.